# Moosthann
Moosthann ist ein Ortsteil der Gemeinde Postau im niederbayerischen Landkreis Landshut. 

## Lage
Das Pfarrdorf Moosthann liegt am Rohrbach im Donau-Isar-Hügelland, etwas mehr als drei Kilometer nordwestlich von Postau.

## Geschichte
Moosthann, im Volksmund z Thann genannt, entstand vermutlich im 8. Jahrhundert durch Rodung. Urkundlich wurde es erstmals 1271 genannt, als nach dem letzten Willen der am 24. Oktober dieses Jahres verstorbenen Herzogin Elisabeth ihr Gatte Heinrich XIII. den Ort dem Kloster Seligenthal in Landshut übertrug.
Zunächst war der Ort nicht lange im Klosterbesitz, denn schon zwischen 1335 und 1397 erscheint die Familie Harder als Besitzer der Hofmark Moosthann. Das Geschlecht führte im Wappen einen gepanzerten Arm mit Schwert, und dieses Symbol wurde auch Ortswappen.
1410 erwarb die Familie Jud, die auch Unholzing besaß, den Besitz. Die Jude waren ein altbayerisches Adelsgeschlecht, ihr Name ist noch in der Bezeichnung Judenschlag im Staatsforst erhalten. Das Hofmarkschloss befand sich wahrscheinlich am heutigen Selmer-Anwesen, denn in der Landesbeschreibung des Philipp Apian aus dem Jahr 1568 heißt es: „Moosdan, Dorf und Kirche, Ruine eines alten Schlosses am Hornpach“.
Gegen Ende des 16. Jahrhunderts kam die Hofmark Moosthann wieder in den Besitz des Klosters Seligenthal und blieb bis zur Säkularisation in Bayern 1803 in dessen Besitz. Die Gemeinde Moosthann wurde im Zuge der Gebietsreform in Bayern am 1. Oktober 1971 in die Gemeinde Oberköllnbach integriert und kam mit dieser schließlich am 1. Mai 1978 zur Gemeinde Postau.

## Sehenswürdigkeiten
- Pfarrkirche St. Jakob. Der schlichte Barockbau entstand 1740. Die imposante, reich verzierte Kanzel stammt aus Donaustauf.
- Keltische Viereckschanze

## Vereine
- Edelweißschützen Moosthann
- Böllerschützen Moosthann (Unterabteilung der Edelweißschützen)